# كيفن ريغان
كيفن ريغان (بالإنجليزية: Kevin Regan)‏ هو لاعب هوكي الجليد أمريكي، ولد في 25 يوليو 1984 في بوسطن في الولايات المتحدة.

## وصلات خارجية
- كيفن ريغان على موقع دوري الهوكي الوطني (الإنجليزية)
- كيفن ريغان على موقع EliteProspects.com (الإنجليزية)
- كيفن ريغان على موقع Eurohockey.com (الإنجليزية)
- كيفن ريغان على موقع HockeyDB.com (الإنجليزية)